# マリー・メイユール
マリー＝ルイーズ・フェブロニー・メイユール（Marie-Louise Fébronie Meilleur、1880年8月29日 - 1998年4月16日）は、1993年3月からカナダ最高齢、1997年8月から1998年4月まで長寿世界一だったフランス系カナダ人の女性。カナダの歴代最高齢者である。

## 略歴
カナダ・ケベック州カムラスカ生まれ（生まれた当時のカナダはイギリス領）。1900年に漁師だったエティエンヌ・ルクレールと結婚。子供が6人おり、そのうち4人は成人まで生きた。肺炎により1911年6月25日に夫が、1912年2月23日に母親が相次いで死亡。ジフテリアで療養中だった妹がおり、見舞いのため1913年にオンタリオ州に引っ越した後、1915年10月25日にヘクター・メイユールと再婚。
1939年にケベック州に戻り、1975年に糖尿病でヘクターが死去して以降は、娘とオンタリオ州の老人ホームで過ごした。
1950年ごろまでは電気もお湯もない家に住んでいたという。一部の機関はメイユールをベジタリアンと報道しているが、真実かどうかは定かではない。
12人の子、85人の孫、80人のひ孫、57人の玄孫、4人の来孫がいたという。
風邪をひいた後、102歳で禁煙したという。1986年のインタビューで長寿の秘訣を尋ねられた際、大変な仕事と語った。
1997年8月4日、ジャンヌ・カルマンの死去に伴い、116歳340日で長寿世界一と認定された。当時ほとんど耳が聞こえず、誰かが右耳に向かって叫ぶとようやく聞こえるほどであったと言われる。
1998年4月16日、血栓のため死去。117歳と230日。遺体はヘクターの埋葬されている墓にともに埋葬された。
死去した時点では確認された中でカルマンに次ぐ史上2番目に長生きした人物であった。